# Movimento Patriótico Somali
Movimento Patriótico Somali (em inglês:  Somali Patriotic Movement SPM, somali:  Dhaqdhaqaaqa Wadaniga Soomaaliyeed, em árabe: الحركة الوطنية الصومالية) é um partido político e organização paramilitar na Somália, e uma importante facção na Guerra Civil da Somália. Comandado originalmente Ahmed Omar Jess, em seguida por Aden Abdullahi Nur (um ministro da defesa sob o ex-ditador Mohamed Siad Barre), foi baseado na região sudoeste do país, e teve considerável influência no país sem liderança.
Começou por um grupo de ogadenses ou absames liderados pelo coronel Bashir Bililiqo, com uma área de operações centradas na região de Jubaland e na fronteira do Quênia. Eles foram aliados iniciais da Congresso Somali Unido em operações contra Siad Barre. Uma das principais conquistas foi a tomada da base aérea de Bale-Dogle nos dias anteriores a fuga de Barre de Mogadíscio.
No entanto, depois da fuga de Barre, quando Grupo Manifesto de Ali Mahdi Muhammad anunciou a formação de um "governo interino" sem consultar liderança do Movimento Patriótico Somali, uma crise se seguiu. Após a eclosão de combates entre os partidários do Grupo Manifesto e o Movimento Patriótico Somali, o último seria acusado de repentinamente inverter a direção e se aliar a Barre, que estava procurando restabelecer seu regime. Esta reversão foi severamente resistida por muitos dos ogadenses originais, que se dividiram em sua própria facção.
O Movimento Patriótico Somali assim se dividiu em duas facções orientadas conforme as tribos:
- Movimento Patriótico Somali Absame, ou SPM-SNA, sob Ahmed Omar Jess e Gedi Ugas Madhar
- Movimento Patriótico Somali Harti, sob Aden Abdillahi Nur "Gabyow" (o próprio do clã absame de Ogaden: Presidente) e General Mohamed Siad Hersi "Morgan" (Comandante da Milícia)

Em 12 de agosto de 1992, a  principal facção do Movimento Patriótico Somali, a Absame, uniu-se ao General Aidid para formar a Aliança Nacional Somali. O Movimento Patriótico Somali fraturou ao longo das linhas tribais, e massacres e limpezas étnicas começaram entre as duas facções rivais, assim como seus inimigos externos.
Em 1998, o Movimento Patriótico Somali sob o General "Morgan", baseado em Kismayo, fundou o estado autônomo de Jubaland. Eles foram vigorosamente combatidos pelas Forças Aliadas Somalis, que mais tarde se tornaram a Aliança do Vale de Jubba. O Movimento Patriótico Somali e as Forças Aliadas Somalis / Aliança do Vale de Jubba disputaram o controle do sul da Somália até que a Aliança do Vale de Jubba se mostrou vitoriosa, levando o general "Morgan" ao exílio.